# Волнорез
Волнорез (укр. «хвилеріз») — російський комплекс радіоелектронної боротьби, який призначений для захисту бронетехніки від БПЛА шляхом придушення зв'язку безпілотників. Передбачається встановлення на різну техніку, зокрема, танк Т-80БВМ зразка 2023 р.  Виконаний у формі конуса, який кріпиться до броні за допомогою магнітів.

## Історія
Розробляється російськими волонтерами.
Комплекс РЕБ представлений кількома всенаправленими антенами, котрі здатні створювати перешкоди потужністю до 30 Вт на частотах 0,3-6 ГГц. Комплекс перекриває усі частоти зв’язку на яких працюють дрони на полі бою.
Вперше комплекс «Волнорез» показано в серпні 2023 р. на російському військовому форумі «Армия-2023».
Проходить польові випробування на території окупованого Криму.
Станом на вересень 2023 року проходить заводські випробування.
У серпні 2024 року було показано версію «Волнорез X» для встановлення на гелікоптери після того, як українські військові почали уражати російські гелікоптери FPV-дронами.

## Характеристики
Придушення зв’язку безпілотників на відстані до 1000 м.

### Антена
Антена має грибоподібну форму та вертикальну поляризацію, тому такий «купол» можна атакувати, повернувши антени на дронах горизонтально.

### Блоку керування
Вихідна потужність 30 Вт.